# Tribunal do Condado de Chaves

O Tribunal do Condado de Chaves, localizado no quarteirão 400 da Main Street, em Roswell, Novo México, é o centro do governo do condado de Chaves. O tribunal foi construído em 1911, depois que os cidadãos de Roswell descobriram que o Novo México se tornaria um estado no próximo ano. Isaac Hamilton Rapp projetou o tribunal na adaptação "cívica monumental" do estilo Beaux-Arts. Uma cúpula com azulejos verdes cobre o tribunal. O tribunal foi adicionado ao Registro Nacional de Lugares Históricos em 15 de fevereiro de 1999.

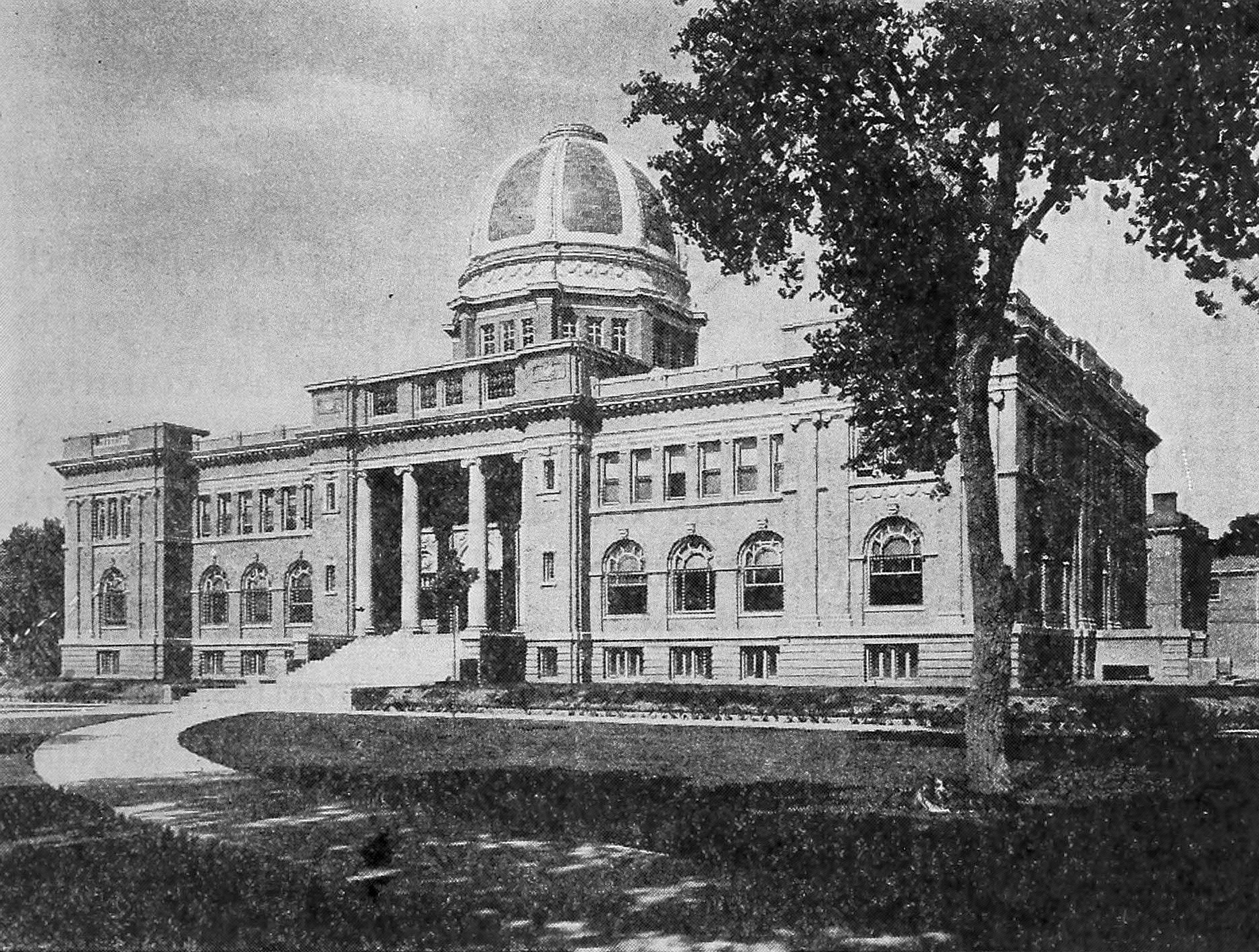
Tribunal do Condado de Chaves, 1920